# Kokiriidae
Kokiriidae zijn een familie van schietmotten.